# In Vitro–In Vivo Extrapolation
In Vitro–In Vivo Extrapolation (IVIVE; deutsch: Extrapolation von In-vitro- auf In-vivo-Ergebnisse) bezeichnet die qualitative oder quantitative Übertragung von Versuchsergebnissen oder Beobachtungen, die in vitro gemacht wurden, um Phänomene in vivo, also in biologischen Organismen, vorherzusagen.
Das Problem der Übertragung von In-vitro-Ergebnissen ist besonders dringlich in Bereichen wie der Toxikologie, wo Tierversuche schrittweise abgeschafft und zunehmend durch alternative Tests ersetzt werden.
Ergebnisse aus In-vitro-Experimenten können oft nicht direkt zur Vorhersage der biologischen Reaktionen von Organismen auf eine Exposition gegenüber Chemikalien in vivo verwendet werden. Daher ist es äußerst wichtig, eine konsistente und zuverlässige Methode zur Extrapolation von in vitro nach in vivo zu entwickeln.
Zwei Lösungen sind heute allgemein anerkannt:
1. Erhöhung der Komplexität von In-vitro-Systemen, in denen mehrere Zellen miteinander interagieren können, um die Zell-Zell-Interaktionen in Geweben zu rekapitulieren (wie in „Human-on-Chip“-Systemen)[1]
2. Mathematische Modellierung, um das Verhalten eines komplexen Systems numerisch zu simulieren, wobei In-vitro-Daten die Parameterwerte für die Entwicklung eines Modells liefern[2]

Die beiden Ansätze können gleichzeitig angewandt werden, so dass In-vitro-Systeme geeignete Daten für die Entwicklung mathematischer Modelle liefern können. Um dem Bestreben nach der Entwicklung alternativer Testmethoden nachzukommen, werden in immer ausgefeilteren In-vitro-Experimenten zahlreiche, komplexe und anspruchsvolle Daten gesammelt, die in mathematische Modelle integriert werden können.

## Pharmakologie
IVIVE in der Pharmakologie kann zur Bewertung der Pharmakokinetik (PK) oder Pharmakodynamik (PD) eingesetzt werden.
Da die biologische Störung von der Konzentration des Giftstoffs sowie der Expositionsdauer eines Arzneimittelkandidaten (Ausgangsstoff oder Metaboliten) an diesem Zielort abhängt, können die Gewebe- und Organwirkungen in vivo entweder völlig anders oder ähnlich wie die in vitro beobachteten sein. Daher wird die Extrapolation der in vitro beobachteten unerwünschten Wirkungen in ein quantitatives Modell des In-vivo-PK-Modells einbezogen. Es ist allgemein anerkannt, dass physiologisch basierte PK-Modelle (PBPK), die die Absorption, die Verteilung, den Stoffwechsel und die Ausscheidung einer bestimmten Chemikalie einschließen, von zentraler Bedeutung für In-vitro-/In-vivo-Extrapolationen sind.
Bei frühen Wirkungen oder solchen ohne interzelluläre Kommunikation wird davon ausgegangen, dass die gleiche zelluläre Expositionskonzentration sowohl experimentell als auch quantitativ in vitro und in vivo die gleichen Wirkungen hervorruft. Unter diesen Bedingungen reicht es aus, (1) ein einfaches pharmakodynamisches Modell der in vitro beobachteten Dosis-Wirkungs-Beziehung zu entwickeln und (2) es ohne Änderungen auf die Vorhersage von In-vivo-Wirkungen zu übertragen.
Zellen in Kulturen sind jedoch kein perfektes Abbild von Zellen in einem vollständigen Organismus. Um dieses Extrapolationsproblem zu lösen, werden mehr statistische Modelle mit mechanistischen Informationen benötigt, oder wir können uns auf mechanistische biologische Modelle der Zellreaktion stützen. Diese Modelle zeichnen sich durch eine hierarchische Struktur aus, wie z. B. molekulare Pfade, Organfunktionen, Ganzzellreaktionen, Zell-zu-Zell-Kommunikation, Gewebereaktionen und Inter-Gewebe-Kommunikation.